# Claudia Marsani
Claudia Marsani (Nairobi, 5 febbraio 1959) è un'attrice italiana.

## Biografia
Figlia di un diplomatico italiano delle Nazioni Unite, il lavoro del padre la porta a vivere un'infanzia cosmopolita: nata in Kenya, cresce poi tra Thailandia, Marocco e Libia. Stabilitasi adolescente nel Paese d'origine al seguito della famiglia, nel 1973 inizia a mettersi in mostra nel mondo dello spettacolo italiano vincendo il concorso di Miss Teenager.
Aiutata dalla perfetta conoscenza dell'inglese, insieme al francese di fatto la sua lingua madre a causa della lunga lontananza dall'Italia, debutta al cinema nel 1974, quindicenne, quando Luchino Visconti la sceglie per il ruolo della «moderna e spregiudicata» Lietta in Gruppo di famiglia in un interno, dove recita al fianco di attori del calibro di Burt Lancaster e Silvana Mangano: per questa interpretazione viene premiata come migliore attrice esordiente ai Nastri d'argento 1975. A metà del decennio riscuote una certa notorietà derivata dal prendere parte, tra gli altri, sul grande schermo al poliziottesco Vai gorilla (1975) di Tonino Valerii e al dramma erotico Scandalo (1976) di Salvatore Samperi, e in televisione allo sceneggiato Signora Ava (1975) di Antonio Calenda, oltreché dal posare senza veli per Angelo Frontoni – appena sedicenne, col permesso del padre – nell'edizione italiana di Playboy.
Dopo la partecipazione allo sceneggiato Giorno segreto nel 1978, tuttavia, la sua carriera di attrice non ebbe seguito chiudendosi a neanche vent'anni compiuti, ritirandosi a vita privata, complice una forte conversione religiosa e l'essere nel frattempo divenuta madre.

## Filmografia

### Cinema
- Gruppo di famiglia in un interno, regia di Luchino Visconti (1974)
- Vai gorilla, regia di Tonino Valerii (1975)
- Caccia al montone (L'Ordinateur des pompes funèbres), regia di Gérard Pirès (1976)
- Scandalo, regia di Salvatore Samperi (1976)

### Televisione
- Signora Ava, regia di Antonio Calenda – sceneggiato TV, 3 puntate (1975)
- Giorno segreto, regia di Raimondo Del Balzo – sceneggiato TV, 3 puntate (1978)

## Riconoscimenti
- Nastro d'argento
  - 1975 – Migliore attrice esordiente per Gruppo di famiglia in un interno